# Pinsac
Pinsac är en kommun i departementet Lot i regionen Occitanien i södra Frankrike. Kommunen ligger i kantonen Souillac som tillhör arrondissementet Gourdon. År 2022 hade Pinsac 771 invånare.

## Befolkningsutveckling
Antalet invånare i kommunen Pinsac
| Referens: INSEE |